# Порт-Філіп (затока)
Затока Порт-Філіп (англ. Port Phillip Bay)  — невелика океанська затока (велика бухта), розташована на півдні штату Вікторія, Австралія, має вузький вихід в Бассову протоку на ділянці Індійського океану (уряд Австралії вважає води Індійського океану, що омивають південне узбережжя Австралії Південним океаном). Площа затоки становить 1930 км², а загальна довжина берегової лінії— 264 км. Затока Порт-Філіп вважається дуже мілкою, у найглибшому місці глибина становить 24 метри, а на більшій частині затока мілкіша за 8 метрів. Однак більша частина акваторії затоки Порт-Філіп є судноплавною.

## Історія
Територія, прилегла до затоки, до приходу сюди європейців належала племінним союзам вазаронг (на заході), вурунджері (на півночі) та бунваранг (на півдні та сході). У водах затоки живуть такі представники живого світу, як капський морський котик, кити, дельфіни, корали, численні птахи і велика кількість різних видів риб.
Першими європейцями, що побували тут, вважаються команда корабля «Lady Nelson» під командуванням Джона Мюррея і наступна через десять тижнів експедиція Метью Фліндерса, капітана корабля «Investigator». Це відбулося в 1802 році. Перша спроба колонізувати узбережжі затоки була здійснено в 1803 році, коли було утворено каторжне поселення недалеко від сучасного Соренто. Це було перше європейське поселення на території сучасної Вікторії. Тим не менш, колонія була залишена вже в 1804 році. Тільки через 30 років була зроблена нова спроба поселитися тут, коли 2-ві групи поселенців, які прибули з Тасманії в 1835 році, заснували 2-ва поселення, які згодом утворили місто Мельбурн на річці Ярра, недалеко від місця її впадіння в затоку. У 1838 році було засноване місто Джелонг.

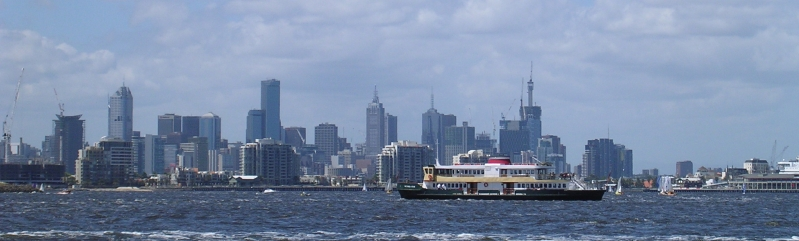
Горизонт Мельбурна (приблизно 2005 рік), вид із затоки Гобсонс